# Астроцитом
Астроцитом је тумор мозга који обично почиње у ћелијама званим астроцити. Тумор се може развити из конгениталних малформација, код особа код којих постоји генетичка предиспозиција за ово обољење, код особа које су биле изложене радијацији, као и у случају повреда и инфекција мозга.

## Симптоми и знакови
Симптоми и знакови овог тумора се могу сврстати у две групе:
- симптоме повећаног притиска у лобањи и
- фокалне симптоме и знакове.

Симптоми повећаног интракранијалног притиска, који се јављају код 60% болесника са тумором мозга, су: главобоља, оток папиле видног живца, повраћање, епилептички напади, вртоглавица, поремећај пулса и крвног притиска, дисајни проблеми, хипопитуитаризам (смањено лучење хормона хипофизе), сомноленција (поспаност), поремећај психичког статуса, лажно локализовани знаци и сл.
Фокални симптоми и знакови су последица иритације и испада функције одређеног дела мозга. Од надражајних симптома најважнији су епилептички напади. Испадни феномени зависе од локализације тумора: испади видног поља, парезе живаца, оштећења сензибилитета, оштећења кортикалних функција (говор, праксија, гнозија), оштећења кранијалних живаца, малог мозга и др.

## Дијагноза и лечење
Дијагноза се поставља уз помоћ више метода: анамнеза, физикални преглед, неуролошки преглед, офталмолошки преглед, лабораторијске анализе, компјутеризована томографија мозга (скенер), нуклеарна магнетна резонанца, рендгенографија лобање, електроенцефалограм, лумбална пункција, ангиографија и др.
Хируршка терапија обухвата комплетну или инкомплетну ресекцију тумора, а осим тога у лечењу астроцитома се примењују: хемотерапија, симптоматска терапија (кортикостероиди, антиепилептици, аналгетици).